# 专家之死
《专家之死：反智主义的盛行及其影响》（英語：The Death of Expertise: The Campaign Against Established Knowledge and Why it Matters）是托马斯·M·尼科尔斯创作的一本书，2017年由牛津大學出版社出版，由尼科尔斯在2014年发表的文章扩展而来。